# My Abdellah
My Abdellah é uma comuna Marroquina situada a 11 km a sul de El Jadida e 82 km a norte de Oualidia. Administrativamente pertence ao circulo de El Jadida, província de El Jadida e região de Casablanca-Settat. Tem uma área de 160 km² e uma população de 74.671 habitantes (em 2014).

## História
A povoação de Moulay Abdellah remonta ao século XII onde era chamada de Tit. Na altura era um ribat, ou mosteiro fortificado, construido em torno do culto do santo Mulei Abdallah e cujo objectivo era guardar a costa. Com o tempo tornou-se um porto movimentado, mas foi destruido no século XVI para impedir que fosse tomado pelos Portugueses, que já se tinham establecido em Azamor. A pesca revitalizou  a aldeia, que então adoptou o nome do santo em honra de quem foi fundada.

### Patrimônio histórico
- Ruínas da povoação Almóada de Tit (Seculo XII) [1].
- Minarete de Moulay Abdellah datado do mesmo período do da Mesquita Koutoubia de Marraquexe[1].

## Festividades
No inicio de Agosto festeja-se o Moussem de Moulay Abdellah Amghar. Este evento inclui atividades religiosas (leitura coletiva do Alcorão, recitação de invocações do profeta), falcoaria, shows e concurso de fantasia (onde se mostra os costumes e tradições da região).

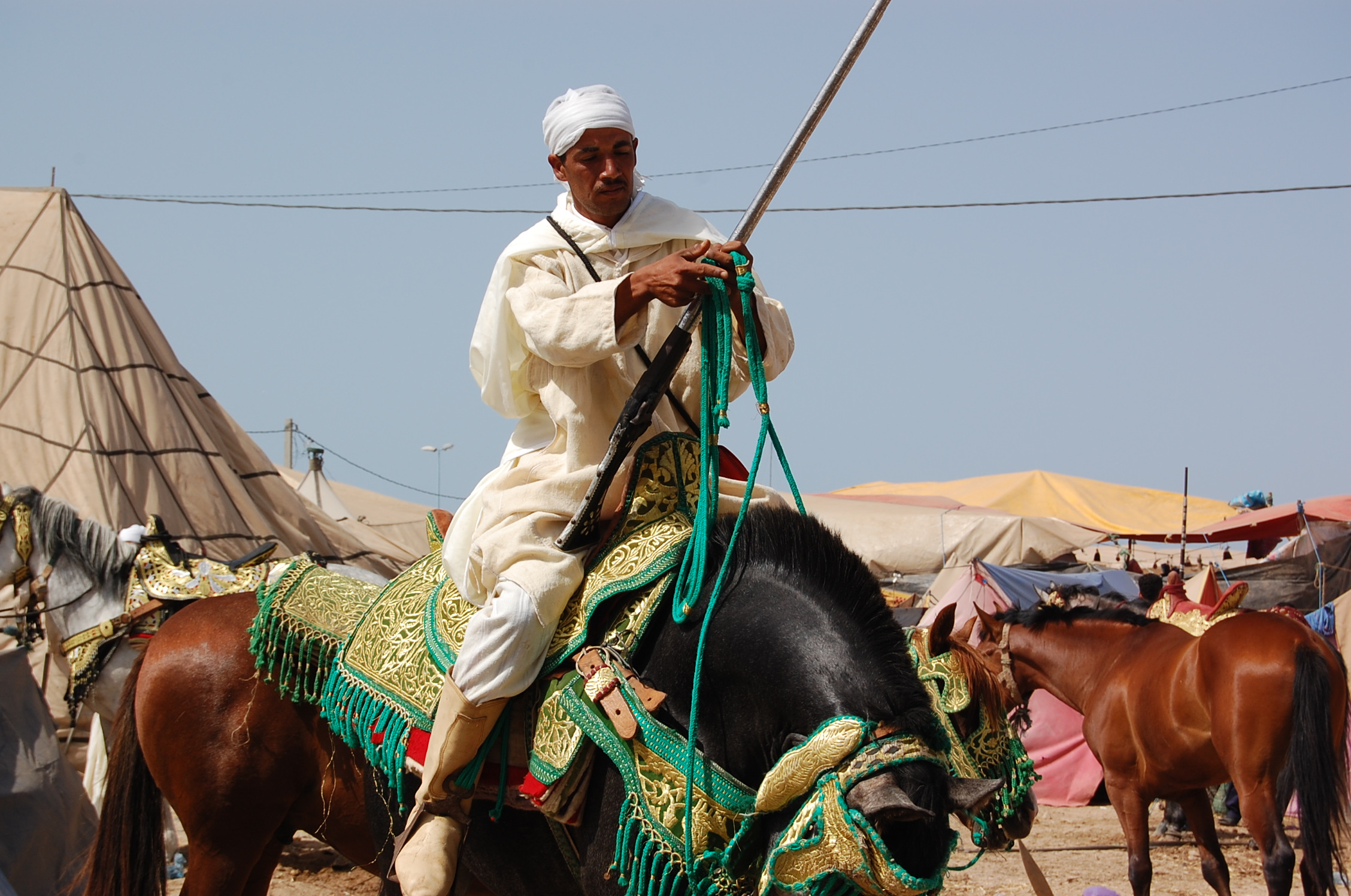
O Moussem de Moulay Abdellah Amghar
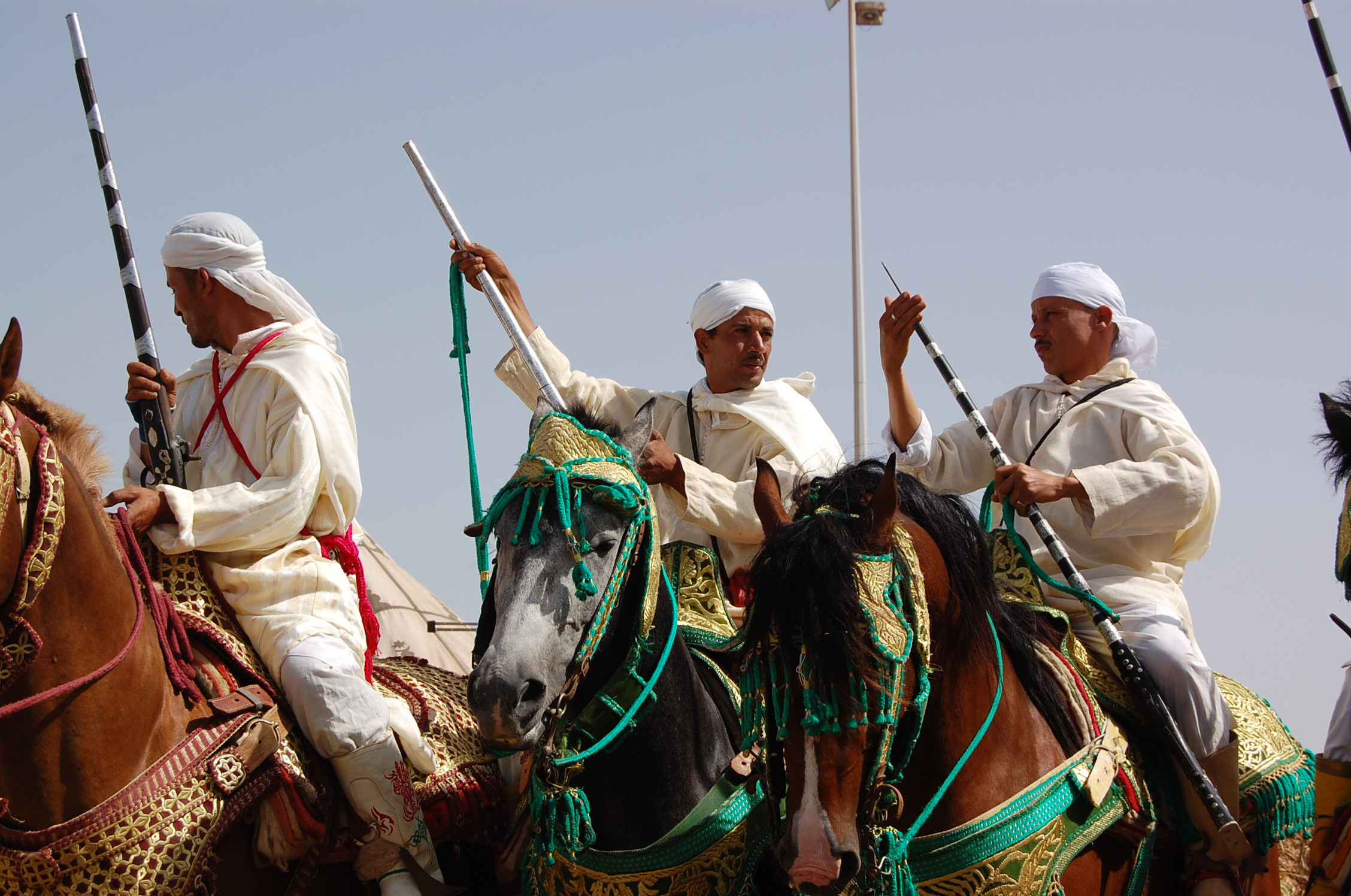
O Moussem de Moulay Abdellah Amghar

## Clima
O clima de estepe prevalece na área. A temperatura média anual na área é de 20° C. O mês mais quente é agosto, quando a temperatura média é de 28°C, e o mais frio é janeiro, com 12°C. A precipitação média anual é de 411 milímetros. O mês mais chuvoso é novembro, com média de 125 mm de precipitação, e o mais seco é julho, com 1 mm de precipitação.

## Principais povoações da comuna
As principais povoações da comuna são: a povoação piscatória de Moulay Abdellah com 12.456 habitantes (em 2014), Oulad Ghadbane com 6.152 habitantes (em 2014) e Sidi Bouzid com 6.174 habitantes (em 2014).